# Григорьян, Нора Андреевна
Норава́рд (Но́ра) Андре́евна Григорья́н (Григоря́н) (арм. Նորավարդ (Նորա) Անդրեյի Գրիգորյան; 7 сентября 1928, Джрагацнер, Нагорно-Карабахская АО — 24 ноября 2016, Москва) — советский и российский историк медицины. Доктор медицинских наук (1986). Главный научный сотрудник Института истории естествознания и техники имени С. И. Вавилова РАН.

## Биография
Нора Андреевна Григорьян родилась 7 сентября 1928 года в селе Джрагацнер Степанакертского района Нагорно-Карабахской автономной области Азербайджанской ССР.
В 1946 году она окончила армянскую школу в Баку с золотой медалью. В том же году переехала в Москву. Училась в Первом московском государственном медицинском университете имени И. М. Сеченова. В 1955 году окончила аспирантуру Первого МГМУ при кафедре истории медицины. В июне того же года защитила кандидатскую диссертацию на тему «Развитие и обоснование идей И. П. Павлова в трудах М. К. Петровой. Учение об экспериментальных неврозах». Её учителями в области истории науки были профессора Феодосий Романович Бородулин, Самуил Львович Соболь и Леонид Яковлевич Бляхер.
С 6 октября 1955 года Нора Григорьян работала в Институте истории естествознания и техники имени С. И. Вавилова. Она являлась сотрудником Центра истории социокультурных проблем науки и техники, членом учёного совета, членом диссертационного совета по специальности «История науки и техники», членом Совета по биологическим наукам ИИЕТ РАН.
7 апреля 1986 года в Институте организации здравоохранения и истории медицины Нора Григорьян защитила докторскую диссертацию на тему «Казанская физиологическая школа».
Нора Григорьян является автором более 15-и монографий, 300 научных трудов. Её работы посвящены главным образом истории отечественной физиологии и медицины, она исследовала научное наследие И. П. Павлова, Л. А. Орбели, И. М. Сеченова, Н. О. Ковалевского, А. Ф. Самойлова, Н. И. Пирогова, В. В. Парина, И. С. Бериташвили и других учёных.
Нора Андреевна Григорьян была членом Российского общества историков медицины; членом Союза армян России, председателем комиссии Московского городского отдела САР по юбилейным и памятным датам; членом культурной комиссии Московского дома национальностей.
Нора Григорьян — участница многих научных конференций и симпозиумов, в том числе: XXII международного конгресса по истории науки в Париже (1968), XXVII международного конгресса по истории науки в Беркли (1985, доклад: Традиции советско-американского сотрудничества в области физиологии), I международной конференции «Российско-украинские связи в истории естествознания и техники» в Москве (2011; доклад: «Проблемы нейро- и психофизиологии в трудах основателя Харьковской физиологической школы В. Я. Данилевского»); международного симпозиума «Армения — Россия. Диалог в пространстве художественной культуры» в Москве (2010; доклад: «Армянско-российское взаимодействие в области науки и искусства»); всероссийской конференции «Братья Орбели и развитие современной науки» в Санкт-Петербурге (2012, доклад: «Братья Вавиловы и братья Орбели»).
Награждена медалями «Ветеран труда», «В память 850-летия Москвы», благодарностью Казанского государственного университета «за весомый вклад в исследования и пропаганду достижений Казанской физиологической школы» (2006), благодарностью президиума Российской академии наук как лучший автор «Вестника РАН» за 2006 год (2007), серебряным крестом Союза армян России (2012), почётным знаком «За вклад в историю науки и техники», памятной медалью «Патриот России» «за активную работу по патриотическому воспитанию граждан Российской Федерации» (2016). Она являлась майором медицинской службы. Институт физиологии имени Л. А. Орбели Национальной академии наук Республики Армения назвал её «признанным биографом научной династии семьи Орбели».
Нора Андреевна Григорьян скончалась 24 ноября 2016 года в Москве.

## Основные труды
- Григорьян Н. А. Славный гражданин своей земли. К 200-летию со дня рождения Н. И. Пирогова. — М.: ИИЕТ РАН, 2010. — 70 с. (недоступная ссылка)
- Григорьев А. И., Григорьян Н. А., Потапов А. Н., Логинов В. А. Николай Иванович Пирогов. К 200-летию со дня рождения. — М.: изд-во МГУ, 2010. — 56 с. — ISBN 978-5-211-05901-6.
- Григорьев А. И., Григорьян Н. А. Научная школа академика Леона Абгаровича Орбели. — М.: Наука, 2007. — 378 с. — ISBN 978-5-02-035590-3.
- Григорьян Н. А. Иван Михайлович Сеченов / Отв. ред. А. И. Григорьев. — М.: Наука, 2004. — С. 361. — (Научно-биографическая литература). — ISBN 5-02-033213-5.
- Григорьев А. И., Григорьян Н. А. Великий сын России. К 155-летию со дня рождения и 100-летию присуждения Нобелевской премии И. П. Павлову. — М.: Наука, 2004. — 270 с.
- Академик Василий Васильевич Парин. К 100-летию со дня рождения / Сост. Н. А. Григорьян; отв. ред. А. И. Григорьев. — М.: Наука, 2003. — 184 с. — ISBN 5-02-006263-4.
- Григорьян Н. А. Научная династия Орбели / Отв. ред. Ю. В. Наточин, В. В. Фанарджян. — М.: Наука, 2002. — 521 с.
- Григорян Н. А., Зефиров А. Л., Звездочкина Н. В., Плещинский И. Н. Александр Филиппович Самойлов / Науч. ред. И. П. Арлеевский. — Казань: изд-во Казанского университета, 2001. — 24 с. — (Выдающиеся учёные казанского университета).
- Григорьян Н. А. Иван Петрович Павлов. Ученый, гражданин, гуманист. К 150-летию со дня рождения / Отв. ред. Э. А. Костандов. — М.: Наука, 1999. — 309 с. — (Научно-биографическая литература).
- И. П. Павлов. Избранные труды / Сост. Н. А. Григорьян; под ред. Ю. В. Наточина, М. А. Пальцева, А. М. Сточика. — М.: изд-во «Медицина», 1999. — 445 с.
- Академик Леон Абгарович Орбели: Научное наследие / Сост. Н. А. Григорьян; отв. ред. В. Л. Свидерский. — М.: Наука, 1997. — Т. 26. — 349 с. — (Научное наследство).
- Переписка А. Ф. Самойлова и И. С. Бериташвили / Сост. Н. А. Григорьян; отв. ред. А. И. Ройтбак. — М.: Наука, 1986. — 100 с.
- Григорян Н. А. Л. А. Орбели и развитие советской физиологии. — М.: изд-во «Медицина», 1985. — 102 с.
- Григорян Н. А. Николай Осипович Ковалевский / Отв. ред. Л. Я. Бляхер. — М.: Наука, 1978. — 159 с. — (Научно-биографическая серия).
- Григорян Н. А. Казанская физиологическая школа. — М.: Наука, 1978. — 252 с.
- Григорян Н. А. Александр Филиппович Самойлов / Отв. ред. В. В. Парин. — М.: изд-во АН СССР, 1963. — 201 с. — (Научно-биографическая серия).

- Григорьян Н. А. Гуманитарно-нравственные и междисциплинарные основы воспитания, образования и науки // Бюллетень Национального научно-исследовательского института общественного здоровья имени Н. А. Семашко. — 2014. — № S1. — С. 64—67.
- Григорьян Н. А. Междисциплинарные исследования. Ученые и деятели искусств об изучении творческого процесса // В сб.: ИИЕТ имени С. И. Вавилова РАН. Годичная научная конференция. — 2014. — С. 66—73.
- Григорьян Н. А. Он начал русскую физиологию. К 150-летию выхода в свет «Рефлексов головного мозга» И. М. Сеченова (1863—2013) // Бюллетень Национального научно-исследовательского института общественного здоровья имени Н. А. Семашко. — 2013. — № T1. — С. 52—53.
- Григорьян Н. А. Общие проблемы воспитания, образования, науки и научного просвещения в трудах классиков естествознания и медицины // В сб.: ИИЕТ имени С. И. Вавилова РАН. Годичная научная конференция. — 2013. — С. 195—198.
- Григорьян Н. А., Орбели А. Л. Прошлое обязывает // Вестник РАН. — 2013. — Т. 83, № 4. — С. 359—361.
- Григорьян Н. А. Великие русские ученые о реформе образования и науки // Экономика образования. — 2012. — № 1. — С. 196—202.
- Григорьян Н. А. У истоков нейронаук. Проблемы нейробиологии, нейро- и психофизиологии в трудах основателя харьковской физиологической школы В. Я. Данилевского // В сб.: Российско-украинские связи в истории естествознания и техники. — М., 2012. — С. 8—28.
- Григорьян Н. А. Братья Вавиловы и братья Орбели (к 125-летию со дня рождения И. А. Орбели и Н. И. Вавилова) // В сб.: Братья Орбели и развитие современной науки. — СПб., 2012. — С. 35—40.
- Григорьян Н. А. Вдохновенный труженик науки. К 125-летию со дня рождения академика И. А. Орбели // Вестник РАН. — 2012. — Т. 82, № 3. — С. 252—258.
- Григорьян Н. А. Становление авиакосмической физиологии и медицины. К 50-летию полета Ю. А. Гагарина // В сб.: ИИЕТ имени С. И. Вавилова РАН. Годичная научная конференция. — 2011. — С. 183—186.
- Григорьян Н. А. Наука и искусство: встречное движение // Вестник РАН. — 2011. — Т. 81, № 5. — С. 463—467.
- Григорьян Н. А. От хирургии к «Вопросам жизни». К 200-летию со дня рождения Н. И. Пирогова // Вестник РАН. — 2011. — Т. 81, № 1. — С. 61—65.
- Григорьев А. И., Григорьян Н. А. «Чудесный доктор» // Наука в России. — 2010. — № 6. — С. 45—51.
- Григорьян Н. А. Наука и искусство. Встречное движение. К истории вопроса // В сб.: ИИЕТ имени С. И. Вавилова РАН. Годичная научная конференция. — 2009. — С. 24—35.
- Григорьев А. И., Григорьян Н. А. «Творец и раб науки». К 125-летию со дня рождения академика И. С. Бериташвили // Вестник РАН. — 2009. — Т. 79, № 10. — С. 930—937.
- Григорьев А. И., Григорьян Н. А. Он начал русскую физиологию // Наука в России. — 2009. — № 4. — С. 56—63.
- Григорьян Н. А. Научная публицистика И. П. Павлова // Вопросы истории естествознания и техники. — 2008. — № 3. — С. 30—58.
- Григорьян Н. А. Памяти братьев Орбели // Вестник РАН. — 2008. — Т. 78, № 4. — С. 365—368.
- Григорьев А. И., Григорьян Н. А. И. П. Павлов о проблемах России // Вестник РАН. — 2008. — Т. 78, № 1. — С. 65—70.
- Григорян Н. А. Российские физиологи: ревностное служение отечеству // В сб.: Наука и техника в первые десятилетия советской власти. — М., 2007. — С. 434—443.
- Григорьев А. И., Григорьян Н. А. Трудные годы лидера физиологии. К 125-летию со дня рождения академика Л. А. Орбели // Вестник РАН. — 2007. — Т. 77, № 5. — С. 426—433.
- Григорьян Н. А. Классик физиологии (к 125-летию со дня рождения академика Леона Абгаровича Орбели) // Российский физиологический журнал им. И. М. Сеченова. — 2007. — Т. 93, № 7. — С. 690—709.
- Grigoriev A. I., Grigorian N. A. I. M. Sechenov: The patriarch of Russian physiology // Journal of the History of the Neurosciences. — 2007. — Vol. 16, № 1—2. — P. 19—29.
- Grigorian N. A. L. A. Orbeli — Outstanding physiologist and science leader of the twentieth century // Journal of the History of the Neurosciences. — 2007. — Vol. 16, № 1—2. — P. 181—193.
- Григорьян Н. А. Научная и социокультурная среда И. М. Сеченова // Вопросы истории естествознания и техники. — 2006. — Т. 76, № 9. — С. 843—847.
- Григорьян Н. А. К вопросу об интеграции науки и образования // Вестник РАН. — 2006. — Т. 76, № 9. — С. 843—847.
- Григорьев А. И., Григорьян Н. А. Патриарх русской физиологии. К 175-летию со дня рождения И. М. Сеченова // Вестник РАН. — 2004. — Т. 74, № 7. — С. 633—643.
- Григорьян Н. А. Забытые традиции. Прошлое обязывает // В сб.: История социокультурных проблем науки и техники. — М., 2004. — С. 26—34.
- Григорьян Н. А. Гений и гордость российской науки // Медицинская газета. — 2004. — № 75. — С. 15.
- Григорьян Н. А. Путь Э. А. Асратяна в науку // Журнал высшей нервной деятельности имени И. П. Павлова. — 2003. — Т. 53, № 3. — С. 264—267.
- Григорьян Н. А. Первая женщина-академик. К 125-летию со дня рождения Л. С. Штерн // Вестник РАН. — 2003. — № 8. — С. 735—738.
- Григорьян Н. А., Григорьев А. И. От глубин микромира до космических высот. К 100-летию со дня рождения академика В. В. Парина // Вестник РАН. — 2003. — № 3. — С. 244—249.
- Григорьян Н. А. Центр отечественной ориенталистики // Вестник РАН. — 2001. — Т. 71, № 12. — С. 1100—1106.
- Григорьян Н. А. Хачатур Седракович Коштоянц — выдающийся ученый, организатор и историк науки // Российский физиологический журнал имени И. М. Сеченова. — 2000. — Т. 86, № 9. — С. 1073—1080.
- Григорьян Н. А. Великий сын России. К 150-летию рождения И. П. Павлова // Вестник РАН. — 1999. — Т. 69, № 1. — С. 57—71.
- Григорьян Н. А. История одного исчезнувшего института // Историко-биологические исследования. — М.: Наука, 1997. — Вып. 11. — С. 146—178.
- Григорьян Н. А. Из истории съездов русских естествоиспытателей и врачей // Историко-биологические исследования. — М.: Наука, 1997. — Вып. 11. — С. 85—97.
- Григорьян Н. А. Иван Михайлович Сеченов об истории и организации науки // Российский физиологический журнал имени И. М. Сеченова. — 1996. — Т. 82, № 5—6. — С. 132—135.
- Григорьян Н. А. Из воспоминаний об академике И. П. Павлове М. К. Петровой // Вестник РАН. — 1995. — Т. 65, № 11. — С. 1016—1023.
- Григорьян Н. А., Музрукова Е. Б. Профессор Леонид Яковлевич Бляхер // Вопросы истории естествознания и техники. — 1994. — № 1. — С. 20—26.
- Григорьян Н. А. Леон Абгарович Орбели и Эзрас Асратович Асратян // Журнал высшей нервной деятельности имени И. П. Павлова. — 1994. — Т. 44, вып. 2. — С. 382—393.
- Григорьян Н. А. Концепция Л. А. Орбели о развитии науки и образования // Журнал высшей нервной деятельности имени И. П. Павлова. — 1994. — Т. 44, № 1. — С. 181—190.
- Григорьян Н. А. Противостояние системе. К оценке социально-политической позиции И. Павлова // Философские исследования. — 1993. — № 4. — С. 399—417.
- Григорьян Н. А. Великие русские учёные о реформе образования и науки // Вестник РАН. — 1993. — Т. 63, № 2. — С. 101—108.
- Григорьян Н. А. Л. А. Орбели и его окружение: (Новые архивные материалы) // Вестник РАН. — 1992. — № 5. — С. 118—139.
- Григорьян Н. А., Ройтбак А. И. Трудные годы академика И. С. Бериташвили (1948—1956) // В сб.: Репрессированная наука / Сост. А. И. Мелуа, В. М. Орел; под ред. М. Г. Ярошевского. — Л., 1991. — С. 297—304.
- Григорьян Н. А. Неизвестные страницы истории науки: из архива Л. А. Орбели (1882—1958) // Журнал высшей нервной деятельности имени И. П. Павлова. — 1991. — Т. 41, № 6. — С. 1275—1286.
- Григорьян Н. А. Неизвестные страницы отечественной нейро- и психофизиологии // Журнал высшей нервной деятельности имени И. П. Павлова. — 1991. — Т. 41, № 3. — С. 602—614.
- Григорьян Н. А. Общественно-политические взгляды И. П. Павлова // Вестник РАН. — 1991. — Т. 61, № 10. — С. 74—87.
- Григорьян Н. А. Ученый и власть. Новые архивные материалы об академике Л. А. Орбели // Вестник РАН. — 1991. — № 4. — С. 59—70.
- Григорьян Н. А. 110-летие со дня рождения акад. Л. А. Орбели // Вопросы истории естествознания и техники. — 1990. — № 4. — С. 157.
- Григорьян H. A., Ярошевский М. Г. Попытка реабилитировать одну из позорных акций в науке // Коммунист. — 1989. — № 3. — С. 121—124.
- Григорьян Н. А. Павловская сессия 1950 г. и судьбы советской физиологии (о научной судьбе Л. А. Орбели) // Вопросы истории естествознания и техники. — 1989. — Т. 1. — С. 102—108.
- Григорьян Н. А. Октябрь в оценке ученого: по материалам архива Я. В. Самойлова // Вопросы истории естествознания и техники. — 1987. — № 1. — С. 44—50.
- Григорьян Н. А. Вторая Всесоюзная конференция по истории физиологических наук // Вопросы истории естествознания и техники. — 1986. — № 1. — С. 167—169.
- Григорьян Н. А. Традиции советско-американского сотрудничества в области физиологии. — 17-й Международный конгресс по истории науки (Калифорнийский университет, Беркли). — М.: Наука, 1985. — 21 с.
- Григорьян Н. А. Начало карьеры И. С. Бериташвили как нейрофизиолога // Журнал высшей нервной деятельности имени И. П. Павлова. — 1985. — Т. 35, № 1. — С. 68—72.
- Григорьян Н. А. Новые свидетельства о жизни и творчестве академика И. С. Бериташвили // Вопросы истории естествознания и техники. — 1985. — № 1. — С. 96—108.
- Григорян Н. А. И. П. Павлов о науке и социальной ответственности ученого // Советское здравоохранение. — 1984. — № 2. — С. 58—61.
- Григорьян Н. А. Развитие знаний о высшей нервной деятельности в трудах Л. А. Орбели // Журнал высшей нервной деятельности имени И. П. Павлова. — 1982. — Т. 32, № 6. — С. 1009—1011.
- Григорьян Н. А. К 100-летию со дня рождения академика Л. А. Орбели (Всесоюзная конференция в Ереване) // Вопросы истории естествознания и техники. — 1982. — № 4. — С. 166.
- Григорян Н. А. Роль ученых Казанского университета в развитии социальной медицины // Советское здравоохранение. — 1981. — № 7. — С. 48—51.
- Григорян Н. А. И. М. Сеченов о науке и её истории // Историко-биологические исследования. — М.: Наука, 1980. — Вып. 8. — С. 173—187.
- Григорян Н. А. И. М. Сеченов и развитие науки в России // Советское здравоохранение. — 1979. — № 10. — С. 50—54.
- Григорян Н. А. История материалистической психофизиологии // Журнал высшей нервной деятельности имени И. П. Павлова. — 1978. — Т. 28, № 4. — С. 867—874.
- Григорян Н. А. Х. С. Коштоянц как историк науки // Историко-биологические исследования. — М.: Наука, 1978. — Вып. 6. — С. 175—183.
- Григорян Н. А. Современное состояние и проблемы истории физиологии // Физиологический журнал СССР имени И. М. Сеченова. — 1977. — Т. 63, № 5. — С. 762—764.
- Григорян Н. А. Роль Л. А. Орбели в развитии советской физиологической науки // Бюллетень Московского общества испытателей природы. Отдел биологический. — 1975. — Т. 80, № 6. — С. 140—146.
- Григорян Н. А. О первой русской физиологической школе // Из истории биологии. — М.: Наука, 1975. — Вып. 5. — С. 137—151.
- Григорян Н. А. Симпозиум «Научные физиологические школы» // Вопросы истории естествознания и техники. — 1974. — Вып. 46. — С. 113.
- Григорян Н. А. Евгений Борисович Бабский как историк физиологии (к 70-летию со дня рождения) // Из истории биологии. — М.: Наука, 1973. — Вып. 4. — С. 219—221.
- Григорян Н. А. Рец. на кн.: Бирюков Д. А., Михайлов В. П. Эволюционно-морфологические и физиологические основы развития советской медицины // Из истории биологии. — М.: Наука, 1970. — Вып. 2. — С. 221—223.
- Григорян Н. А. Александр Васильевич Самойлов (к 100-летию со дня рождения) // Физиологический журнал СССР имени И. М. Сеченова. — 1967. — Т. 53, № 7. — С. 855—859.
- Григорян Н. А. «Физиология нервной системы» И. М. Сеченова (к 100-летию со дня опубликования) // Физиологический журнал СССР имени И. М. Сеченова. — 1967. — Т. 53, № 5. — С. 603—606.
- Парин В. В., Григорян Н. А. Александр Васильевич Самойлов // Природа. — 1967. — № 8. — С. 82—87.
- Григорян Н. А. Общебиологические и эволюционные взгляды Николая Евгеньевича Введенского // История биологических наук / Под ред. Л. Я. Бляхера. — М.—Л.: изд-во АН СССР, 1962. — Вып. 9. — С. 198—220.
- Григорян Н. А. М. В. Ломоносов и медицина // Советское здравоохранение. — 1961. — № 10. — С. 72—78.
- Григорян Н. А. Первые работы по электрофизиологии в России (60—80-е годы XIX века) // История биологических наук / Под ред. Л. Я. Бляхера. — М.—Л.: изд-во АН СССР, 1961. — Вып. 8. — С. 81—109.
- Григорян Н. А. В. Эйнтховен: к 100-летию со дня рождения // Вестник АН СССР. — 1960. — № 5. — С. 86—88.
- Григорян Н. А. Чарлз Скотт Шеррингтон // История биологических наук / Под ред. Л. Я. Бляхера. — М.—Л.: изд-во АН СССР, 1960. — Вып. 7. — С. 372—385.
- Григорян Н. А. Из научной переписки А. Ф. Самойлова // История биологических наук / Под ред. П. П. Перфильева, Б. Е. Райкова. — М.—Л.: изд-во АН СССР, 1958. — Вып. 5. — С. 301—310.
- Григорян Н. А. Развитие и обоснование идей И. П. Павлова в трудах М. К. Петровой: автореферат диссертации на соискание учёной степени кандидата медицинских наук. — М.: 1-й Московский медицинский институт, 1955. — 16 с.
- Григорян Н. А. Работы М. К. Петровой в области патофизиологии пищеварения // Клиническая медицина. — 1954. — Т. 32, № 6. — С. 85—88.
- Григорян Н. А. Экспериментальные неврозы в трудах М. К. Петровой // Советская медицина. — 1953. — Т. 17, № 10. — С. 41—44.